# Élections législatives de 2024 dans le Calvados
Les élections législatives de 2024 dans le Calvados se déroulent les 30 juin et 7 juillet 2024. Dans le département, six députés sont à élire dans le cadre de six circonscriptions, à la suite de la dissolution de l'Assemblée nationale par Emmanuel Macron.
Le choix de cette dissolution est fait après la défaite de la liste Renaissance aux élections européennes qui ont lieu le 9 juin 2024.

## Contexte

### Élections européennes de 2024
| Circonscription | RN      | ENS     | PS - PP | LFI     | LR     |
| --------------- | ------- | ------- | ------- | ------- | ------ |
| Circonscription |         |         |         |         |        |
| 1re             | 19,59 % | 19,38 % | 20,08%  | 10,7 %  | 7,22 % |
| 2e              | 24,76 % | 16,06 % | 18,93 % | 12,39 % | 4,98 % |
| 3e              | 38,76 % | 14,99 % | 11,62 % | 5,31 %  | 6,88 % |
| 4e              | 32,38 % | 19,25 % | 12,65 % | 4,52 %  | 8,67 % |
| 5e              | 30,07 % | 19,78 % | 15,73 % | 4,82 %  | 7,62 % |
| 6e              | 34,03 % | 17,17 % | 13,66 % | 6,19 %  | 6,3 %  |

## Système électoral
Les élections législatives ont lieu au scrutin uninominal majoritaire à deux tours dans des circonscriptions uninominales.
Est élu au premier tour le candidat qui réunit la majorité absolue des suffrages exprimés et un nombre de voix au moins égal au quart des électeurs inscrits dans la circonscription, soit 25 %. Si aucun des candidats ne satisfait ces conditions, un second tour est organisé entre les candidats ayant réuni un nombre de voix au moins égal à un huitième des inscrits, soit 12,5 %. Les deux candidats arrivés en tête du 1er tour se maintiennent néanmoins par défaut si un seul ou aucun d'entre eux n'a atteint ce seuil. Au second tour, le candidat arrivé en tête est déclaré élu,.
Le seuil de qualification basé sur un pourcentage du total des inscrits et non des suffrages exprimés rend plus difficile l'accès au second tour lorsque l'abstention est élevée. Le système permet en revanche l'accès au second tour de plus de deux candidats si plusieurs d'entre eux franchissent le seuil de 12,5 % des inscrits. Les candidats en lice au second tour peuvent ainsi être trois, un cas de figure appelé « triangulaire ». Les second tours où s'affrontent quatre candidats, appelés « quadrangulaire » sont également possibles, mais beaucoup plus rares,.

### Partis et nuances
Les résultats des élections sont publiés en France par le ministère de l'Intérieur, qui classe les partis en leur attribuant des nuances politiques. Ces dernières sont décidées par les préfets, qui les attribuent indifféremment de l'étiquette politique déclarée par les candidats, qui peut être celle d'un parti ou une candidature sans étiquette.
Seuls le Parti communiste français (COM), La France insoumise (FI), le Parti socialiste (SOC), le Parti radical de gauche (RDG), Les Écologistes (VEC), Renaissance (RE), le Mouvement démocrate (MDM), Horizons (HOR), l'Union des démocrates et indépendants (UDI), Les Républicains (LR), le Rassemblement national (RN) et Reconquête (REC) se voient attribuer en 2024 des nuances propres. Les coalitions Ensemble et Nouveau front populaire, ainsi que les candidats de l'alliance LR-Ciotti-RN, en bénéficient également indirectement, les nuances Ensemble ! (Majorité présidentielle) (ENS), Union de la gauche (UG) et Union de l'extrême-droite (UXD) étant attribuables aux candidats bénéficiant respectivement du soutien de deux partis du centre, de deux partis de gauche ou de deux partis d'extrême-droite,.
Tous les autres partis se voient attribuer l'une ou l'autre des nuances suivantes : EXG (extrême gauche), DVG (divers gauche), ECO (écologiste), REG (régionaliste), DVC (divers centre), DVD (divers droite), DSV (droite souverainiste) et EXD (extrême droite). Des partis comme Debout la France ou Lutte ouvrière ne disposent ainsi pas de nuances propres, et leurs résultats nationaux ne sont pas publiés séparément par le ministère, car mélangés avec d'autres partis (respectivement dans les nuances DSV et EXG).

## Résultats

### Élus
| Circonscription                                 | Député sortant         | Parti | Parti    | Groupe | Député élu ou réélu    | Parti | Parti    | Groupe |
| ----------------------------------------------- | ---------------------- | ----- | -------- | ------ | ---------------------- | ----- | -------- | ------ |
| 1re                                             | Fabrice Le Vigoureux*  |       | RE       | RE     | Joël Bruneau           |       | app. LR  | LIOT   |
| 2e                                              | Arthur Delaporte       |       | PS       | SOC    | Arthur Delaporte       |       | PS       | SOC    |
| 3e                                              | Jérémie Patrier-Leitus |       | HOR      | HOR    | Jérémie Patrier-Leitus |       | HOR      | HOR    |
| 4e                                              | Christophe Blanchet    |       | MoDem    | DEM    | Christophe Blanchet    |       | MoDem    | DEM    |
| 5e                                              | Bertrand Bouyx         |       | HOR      | HOR    | Bertrand Bouyx         |       | HOR      | HOR    |
| 6e                                              | Élisabeth Borne        |       | RE - TdP | RE     | Élisabeth Borne        |       | RE - TdP | EPR    |
| * député sortant ne se représentant pas en 2024 |                        |       |          |        |                        |       |          |        |

### Taux de participation
| Taux de participation | 1er tour | 1er tour | 1er tour   | 2d tour | 2d tour | 2d tour    | Différence entre les deux tours |
| Taux de participation | En 2022  | En 2024  | Différence | En 2022 | En 2024 | Différence | Différence entre les deux tours |
| --------------------- | -------- | -------- | ---------- | ------- | ------- | ---------- | ------------------------------- |
| À midi                | 18,02 %  | 28,06 %  | 10,04      | 17,34 % | 25,39 % | 8,05       | 2,67                            |
| À 17 heures           | 41,06 %  | 65,82 %  | 24,76      | 40,31 % | 62,43 % | 22,12      | 3,39                            |
| Final                 | 51,27 %  | 70,26 %  | 18,99      | 50,01 % | 69,98%  | 19,97      | 0,28                            |

### Résultats à l'échelle du département

#### Résultats par coalition
| Parti                                       | Parti                                                    | Parti                                                    | Premier tour | Premier tour | Premier tour | Second tour   | Second tour   | Second tour | Total Sièges  | +/-           |
| Parti                                       | Parti                                                    | Parti                                                    | Voix         | %            | Sièges       | Voix          | %             | Sièges      | Total Sièges  | +/-           |
| ------------------------------------------- | -------------------------------------------------------- | -------------------------------------------------------- | ------------ | ------------ | ------------ | ------------- | ------------- | ----------- | ------------- | ------------- |
|                                             | Rassemblement national (RN)                              | Rassemblement national (RN)                              | 113 340      | 31,87        | 0            | 118 332       | 34,62         | 0           | 0             | en stagnation |
|                                             |                                                          | La France insoumise (LFI)                                | 33 626       | 9,45         | 0            | 19 229        | 5,63          | 0           | 0             | en stagnation |
|                                             | Parti socialiste (PS)                                    | 29 621                                                   | 8,33         | 0            | 29 761       | 8,71          | 1             | 1           | en stagnation |               |
|                                             | Génération.s (G.s)                                       | 16 124                                                   | 4,53         | 0            | Retrait      | Retrait       | Retrait       | 0           | Nv            |               |
|                                             | Parti communiste français (PCF)                          | 14 247                                                   | 4,01         | 0            | Retrait      | Retrait       | Retrait       | 0           | en stagnation |               |
| Total Nouveau Front populaire (NFP)         | Total Nouveau Front populaire (NFP)                      | 93 618                                                   | 26,32        | 0            | 48 990       | 14,33         | 1             | 1           | en stagnation |               |
|                                             |                                                          | Horizons (HOR)                                           | 35 352       | 9,94         | 0            | 67 953        | 19,88         | 2           | 2             | 1             |
|                                             | Mouvement démocrate (MoDem)                              | 23 622                                                   | 6,64         | 0            | 41 893       | 12,26         | 1             | 1           | en stagnation |               |
|                                             | Renaissance (RE)                                         | 19 213                                                   | 5,40         | 0            | 35 962       | 10,52         | 1             | 1           | 2             |               |
|                                             | Parti radical (PRV)                                      | 6 503                                                    | 1,83         | 0            |              |               |               | 0           | Nv            |               |
| Total Ensemble pour la République (ENS)     | Total Ensemble pour la République (ENS)                  | 84 690                                                   | 23,81        | 0            | 145 808      | 42,66         | 4             | 4           | 1             |               |
|                                             |                                                          | Les Républicains (LR)                                    | 41 098       | 11,55        | 0            | 28 691        | 8,39          | 1           | 1             | 1             |
|                                             | Nouvelle Énergie (NÉ)                                    | 7 159                                                    | 2,01         | 0            |              |               |               | 0           | Nv            |               |
|                                             | Les Centristes - Le Nouveau Centre (LC)                  | 5 080                                                    | 1,43         | 0            | 0            | en stagnation |               |             |               |               |
| Total Union de la droite et du centre (UDC) | Total Union de la droite et du centre (UDC)              | 53 337                                                   | 15,00        | 0            | 28 691       | 8,39          | 1             | 1           | 1             |               |
|                                             | Debout la France (DLF)                                   | Debout la France (DLF)                                   | 4 296        | 1,21         | 0            |               |               |             | 0             | en stagnation |
|                                             | Lutte ouvrière (LO)                                      | Lutte ouvrière (LO)                                      | 3 335        | 0,94         | 0            | 0             | en stagnation |             |               |               |
|                                             | Reconquête (REC)                                         | Reconquête (REC)                                         | 2 794        | 0,79         | 0            | 0             | en stagnation |             |               |               |
|                                             | Nouveau Parti anticapitaliste - Révolutionnaires (NPA-R) | Nouveau Parti anticapitaliste - Révolutionnaires (NPA-R) | 262          | 0,07         | 0            | 0             | Nv            |             |               |               |
|                                             | Autres partis                                            | Autres partis                                            | 12           | 0,00         | 0            | 0             | en stagnation |             |               |               |
|                                             |                                                          |                                                          |              |              |              |               |               |             |               |               |
| Suffrages exprimés                          | Suffrages exprimés                                       | Suffrages exprimés                                       | 355 684      | 97,62        |              | 341 821       | 94,58         |             |               |               |
| Votes blancs                                | Votes blancs                                             | Votes blancs                                             | 5 769        | 1,58         | 14 253       | 3,94          |               |             |               |               |
| Votes nuls                                  | Votes nuls                                               | Votes nuls                                               | 2 888        | 0,79         | 5 341        | 1,48          |               |             |               |               |
| Total                                       | Total                                                    | Total                                                    | 364 341      | 100          | 0            | 361 415       | 100           | 6           | 6             | en stagnation |
| Abstention                                  | Abstention                                               | Abstention                                               | 152 085      | 29,45        |              | 155 052       | 30,02         |             |               |               |
| Inscrits/Participation                      | Inscrits/Participation                                   | Inscrits/Participation                                   | 516 426      | 70,55        | 516 467      | 69,98         |               |             |               |               |

#### Résultats par nuances
| Nuance                 | Nuance                      | Nuance                 | Premier tour | Premier tour | Premier tour | Second tour | Second tour   | Second tour | Total Sièges | +/-           |  |
| Nuance                 | Nuance                      | Nuance                 | Voix         | %            | Sièges       | Voix        | %             | Sièges      | Total Sièges | +/-           |  |
| ---------------------- | --------------------------- | ---------------------- | ------------ | ------------ | ------------ | ----------- | ------------- | ----------- | ------------ | ------------- |  |
|                        | Rassemblement national      | RN                     | 113 340      | 31,87        | 0            | 118 332     | 34,62         | 0           | 0            | en stagnation |  |
|                        | Union de la gauche          | UG                     | 93 618       | 26,32        | 0            | 48 990      | 14,33         | 1           | 1            | en stagnation |  |
|                        | Ensemble pour la République | ENS                    | 84 690       | 23,81        | 0            | 145 808     | 42,66         | 4           | 4            | 1             |  |
|                        | Divers droite               | DVD                    | 48 257       | 13,57        | 0            | 28 691      | 8,39          | 1           | 1            | 1             |  |
|                        | Divers centre               | DVC                    | 5 080        | 1,43         | 0            |             |               |             | 0            | en stagnation |  |
|                        | Droite souverainiste        | DSV                    | 4 296        | 1,21         | 0            | 0           | en stagnation |             |              |               |  |
|                        | Extrême gauche              | EXG                    | 3 597        | 1,01         | 0            | 0           | en stagnation |             |              |               |  |
|                        | Reconquête                  | REC                    | 2 794        | 0,79         | 0            | 0           | en stagnation |             |              |               |  |
|                        | Divers                      | DIV                    | 12           | 0,00         | 0            | 0           | Nv            |             |              |               |  |
|                        |                             |                        |              |              |              |             |               |             |              |               |  |
| Suffrages exprimés     | Suffrages exprimés          | Suffrages exprimés     | 355 684      | 97,62        |              | 341 821     | 94,58         |             |              |               |  |
| Votes blancs           | Votes blancs                | Votes blancs           | 5 769        | 1,58         | 14 253       | 3,94        |               |             |              |               |  |
| Votes nuls             | Votes nuls                  | Votes nuls             | 2 888        | 0,79         | 5 341        | 1,48        |               |             |              |               |  |
| Total                  | Total                       | Total                  | 364 341      | 100          | 0            | 361 415     | 100           | 6           | 6            | en stagnation |  |
| Abstention             | Abstention                  | Abstention             | 152 085      | 29,45        |              | 155 052     | 30,02         |             |              |               |  |
| Inscrits/Participation | Inscrits/Participation      | Inscrits/Participation | 516 426      | 70,55        | 516 467      | 69,98       |               |             |              |               |  |

### Résultats par circonscription

#### Première circonscription
Député sortant : Fabrice Le Vigoureux (Renaissance).
| Candidat                 | Candidat                 | Parti et coalition       | Nuance                   | Premier tour | Premier tour | Second tour | Second tour |
| Candidat                 | Candidat                 | Parti et coalition       | Nuance                   | Voix         | %            | Voix        | %           |
| ------------------------ | ------------------------ | ------------------------ | ------------------------ | ------------ | ------------ | ----------- | ----------- |
|                          | Joël Bruneau             | app. LR (UDC)            | DVD                      | 22 596       | 43,11        | 28 691      | 59,87       |
|                          | Emma Fourreau            | LFI (NFP)                | UG                       | 18 250       | 34,82        | 19 229      | 40,13       |
|                          | Ludivine Daoudi          | RN                       | RN                       | 10 458       | 19,95        | Retrait     | Retrait     |
|                          | Matéo Leloup             | REC                      | REC                      | 604          | 1,15         |             |             |
|                          | Pierre Casevitz          | LO                       | EXG                      | 510          | 0,97         |             |             |
|                          |                          |                          |                          |              |              |             |             |
| Votes valides            | Votes valides            | Votes valides            | Votes valides            | 52 418       | 98,02        | 47 920      | 93,93       |
| Votes blancs             | Votes blancs             | Votes blancs             | Votes blancs             | 663          | 1,24         | 2 342       | 4,59        |
| Votes nuls               | Votes nuls               | Votes nuls               | Votes nuls               | 397          | 0,74         | 756         | 1,48        |
| Total                    | Total                    | Total                    | Total                    | 53 478       | 100          | 51 018      | 100         |
| Abstention               | Abstention               | Abstention               | Abstention               | 19 818       | 27,04        | 22 274      | 30,39       |
| Inscrits / participation | Inscrits / participation | Inscrits / participation | Inscrits / participation | 73 296       | 72,96        | 73 292      | 69,61       |

#### Deuxième circonscription
Député sortant : Arthur Delaporte (Parti socialiste).
| Candidat                 | Candidat                 | Parti et coalition       | Nuance                   | Premier tour | Premier tour | Second tour | Second tour |
| Candidat                 | Candidat                 | Parti et coalition       | Nuance                   | Voix         | %            | Voix        | %           |
| ------------------------ | ------------------------ | ------------------------ | ------------------------ | ------------ | ------------ | ----------- | ----------- |
|                          | Arthur Delaporte         | PS (NFP)                 | UG                       | 19 662       | 42,34        | 29 761      | 68,28       |
|                          | Josseline Liban          | RN                       | RN                       | 11 999       | 25,84        | 13 823      | 31,72       |
|                          | Camille Brou             | NÉ (UDC)                 | DVD                      | 7 159        | 15,42        |             |             |
|                          | Grégory Berkovicz        | PRV (ENS)                | ENS                      | 6 503        | 14,00        |             |             |
|                          | Cédric Bazincourt        | DLF                      | DSV                      | 566          | 1,22         |             |             |
|                          | Christophe Garcia        | LO                       | EXG                      | 547          | 1,18         |             |             |
|                          |                          |                          |                          |              |              |             |             |
| Votes valides            | Votes valides            | Votes valides            | Votes valides            | 46 436       | 97,89        | 43 584      | 92,68       |
| Votes blancs             | Votes blancs             | Votes blancs             | Votes blancs             | 626          | 1,32         | 2 387       | 5,08        |
| Votes nuls               | Votes nuls               | Votes nuls               | Votes nuls               | 376          | 0,79         | 1 053       | 2,24        |
| Total                    | Total                    | Total                    | Total                    | 47 438       | 100          | 47 024      | 100         |
| Abstention               | Abstention               | Abstention               | Abstention               | 21 574       | 31,26        | 22 005      | 31,88       |
| Inscrits / participation | Inscrits / participation | Inscrits / participation | Inscrits / participation | 69 012       | 68,74        | 69 029      | 68,12       |

#### Troisième circonscription
Député sortant : Jérémie Patrier-Leitus (Horizons).
| Candidat                 | Candidat                 | Parti et coalition       | Nuance                   | Premier tour | Premier tour | Second tour | Second tour |
| Candidat                 | Candidat                 | Parti et coalition       | Nuance                   | Voix         | %            | Voix        | %           |
| ------------------------ | ------------------------ | ------------------------ | ------------------------ | ------------ | ------------ | ----------- | ----------- |
|                          | Édouard Fauvage          | RN                       | RN                       | 21 575       | 41,09        | 23 562      | 45,22       |
|                          | Jérémie Patrier-Leitus   | HOR (ENS)                | ENS                      | 19 144       | 36,46        | 28 545      | 54,78       |
|                          | Olivier Truffaut         | PS (NFP)                 | UG                       | 9 959        | 18,97        |             |             |
|                          | Steven Mafiodo           | DLF                      | DSV                      | 1 080        | 2,06         |             |             |
|                          | Michel Langevin          | LO                       | EXG                      | 732          | 1,39         |             |             |
|                          | Thierry-Paul Valette     | EÉ                       | DIV                      | 12           | 0,02         |             |             |
|                          |                          |                          |                          |              |              |             |             |
| Votes valides            | Votes valides            | Votes valides            | Votes valides            | 52 502       | 97,40        | 52 107      | 96,13       |
| Votes blancs             | Votes blancs             | Votes blancs             | Votes blancs             | 939          | 1,74         | 1 497       | 2,76        |
| Votes nuls               | Votes nuls               | Votes nuls               | Votes nuls               | 462          | 0,86         | 602         | 1,11        |
| Total                    | Total                    | Total                    | Total                    | 53 903       | 100          | 54 206      | 100         |
| Abstention               | Abstention               | Abstention               | Abstention               | 26 062       | 32,59        | 25 766      | 32,22       |
| Inscrits / participation | Inscrits / participation | Inscrits / participation | Inscrits / participation | 79 965       | 67,41        | 79 972      | 67,78       |

#### Quatrième circonscription
Député sortant : Christophe Blanchet (Mouvement démocrate).
| Candidat                 | Candidat                 | Parti et coalition       | Nuance                   | Premier tour | Premier tour | Second tour | Second tour |
| Candidat                 | Candidat                 | Parti et coalition       | Nuance                   | Voix         | %            | Voix        | %           |
| ------------------------ | ------------------------ | ------------------------ | ------------------------ | ------------ | ------------ | ----------- | ----------- |
|                          | Chantal Henry            | RN                       | RN                       | 24 230       | 33,65        | 28 610      | 40,58       |
|                          | Christophe Blanchet      | MoDem (ENS)              | ENS                      | 23 622       | 32,80        | 41 893      | 59,42       |
|                          | Pierre Mouraret          | PCF (NFP)                | UG                       | 14 247       | 19,78        | Retrait     | Retrait     |
|                          | Sophie Gaugain           | LR (UDC)                 | DVD                      | 7 847        | 10,90        |             |             |
|                          | Pascale Deutsch          | REC                      | REC                      | 878          | 1,22         |             |             |
|                          | François Buisson         | DLF                      | DSV                      | 747          | 1,04         |             |             |
|                          | Patrick Poirot-Bourdain  | LO                       | EXG                      | 442          | 0,61         |             |             |
|                          |                          |                          |                          |              |              |             |             |
| Votes valides            | Votes valides            | Votes valides            | Votes valides            | 72 013       | 97,97        | 70 503      | 95,86       |
| Votes blancs             | Votes blancs             | Votes blancs             | Votes blancs             | 1 000        | 1,36         | 2 237       | 3,04        |
| Votes nuls               | Votes nuls               | Votes nuls               | Votes nuls               | 492          | 0,67         | 811         | 1,10        |
| Total                    | Total                    | Total                    | Total                    | 73 505       | 100          | 73 551      | 100         |
| Abstention               | Abstention               | Abstention               | Abstention               | 31 369       | 29,91        | 31 316      | 29,86       |
| Inscrits / participation | Inscrits / participation | Inscrits / participation | Inscrits / participation | 104 874      | 70,09        | 104 867     | 70,14       |

#### Cinquième circonscription
Député sortant : Bertrand Bouyx (Horizons).
| Candidat                 | Candidat                 | Parti et coalition       | Nuance                   | Premier tour | Premier tour | Second tour | Second tour |
| Candidat                 | Candidat                 | Parti et coalition       | Nuance                   | Voix         | %            | Voix        | %           |
| ------------------------ | ------------------------ | ------------------------ | ------------------------ | ------------ | ------------ | ----------- | ----------- |
|                          | Philippe Chapron         | RN                       | RN                       | 21 001       | 31,86        | 24 486      | 38,32       |
|                          | Bertrand Bouyx           | HOR (ENS)                | ENS                      | 16 208       | 24,59        | 39 408      | 61,68       |
|                          | Thomas Dupont-Federici   | G.s (NFP)                | UG                       | 16 124       | 24,46        | Retrait     | Retrait     |
|                          | Cédric Nouvelot          | LR (UDC)                 | DVD                      | 10 655       | 16,17        |             |             |
|                          | Jean-Alexis Géreux       | DLF                      | DSV                      | 775          | 1,18         |             |             |
|                          | Tony Desclos             | REC                      | REC                      | 662          | 1,00         |             |             |
|                          | Isabelle Peltre          | LO                       | EXG                      | 488          | 0,74         |             |             |
|                          |                          |                          |                          |              |              |             |             |
| Votes valides            | Votes valides            | Votes valides            | Votes valides            | 65 913       | 97,91        | 63 894      | 95,27       |
| Votes blancs             | Votes blancs             | Votes blancs             | Votes blancs             | 952          | 1,41         | 2 402       | 3,58        |
| Votes nuls               | Votes nuls               | Votes nuls               | Votes nuls               | 453          | 0,67         | 769         | 1,15        |
| Total                    | Total                    | Total                    | Total                    | 67 318       | 100          | 67 065      | 100         |
| Abstention               | Abstention               | Abstention               | Abstention               | 25 628       | 27,57        | 25 885      | 27,85       |
| Inscrits / participation | Inscrits / participation | Inscrits / participation | Inscrits / participation | 92 946       | 72,43        | 92 950      | 72,15       |

#### Sixième circonscription
Députée sortante : Élisabeth Borne (Renaissance - Territoire de progrès).
| Candidat                 | Candidat                 | Parti et coalition       | Nuance                   | Premier tour | Premier tour | Second tour | Second tour |
| Candidat                 | Candidat                 | Parti et coalition       | Nuance                   | Voix         | %            | Voix        | %           |
| ------------------------ | ------------------------ | ------------------------ | ------------------------ | ------------ | ------------ | ----------- | ----------- |
|                          | Nicolas Calbrix          | RN                       | RN                       | 24 077       | 36,26        | 27 851      | 43,64       |
|                          | Élisabeth Borne          | RE - TdP (ENS)           | ENS                      | 19 213       | 28,93        | 35 962      | 56,36       |
|                          | Noé Gauchard             | LFI (NFP)                | UG                       | 15 376       | 23,16        | Retrait     | Retrait     |
|                          | Lynda Lahalle            | LC (UDC)                 | DVC                      | 5 080        | 7,65         |             |             |
|                          | Philippe Ambourg         | DLF                      | DSV                      | 1 128        | 1,70         |             |             |
|                          | Esteline Caillemer       | REC                      | REC                      | 650          | 0,98         |             |             |
|                          | Pascale Georget          | LO                       | EXG                      | 616          | 0,93         |             |             |
|                          | Bérengère Lareynie       | NPA-R                    | EXG                      | 262          | 0,39         |             |             |
|                          |                          |                          |                          |              |              |             |             |
| Votes valides            | Votes valides            | Votes valides            | Votes valides            | 66 402       | 96,66        | 63 813      | 93,09       |
| Votes blancs             | Votes blancs             | Votes blancs             | Votes blancs             | 1 589        | 2,31         | 3 388       | 4,94        |
| Votes nuls               | Votes nuls               | Votes nuls               | Votes nuls               | 708          | 1,03         | 1 350       | 1,97        |
| Total                    | Total                    | Total                    | Total                    | 68 699       | 100          | 68 551      | 100         |
| Abstention               | Abstention               | Abstention               | Abstention               | 27 634       | 28,69        | 27 806      | 28,86       |
| Inscrits / participation | Inscrits / participation | Inscrits / participation | Inscrits / participation | 96 333       | 71,31        | 96 357      | 71,14       |